# Morgan Spurlock
Morgan Valentine Spurlock (ur. 7 listopada 1970 w Parkersburg, zm. 23 maja 2024 w Nowym Jorku) – amerykański reżyser, scenarzysta i producent filmowy i telewizyjny. Autor licznych filmów dokumentalnych. Był także kierownikiem produkcji i gwiazdą seriali telewizyjnych typu reality show (30 Days).
Morgan Spurlock dał się poznać jako pomysłodawca eksperymentu żywieniowego, któremu sam się poddał, a następnie przedstawił w filmie Super Size Me (2004), nominowanym do Oscara za najlepszy pełnometrażowy film dokumentalny. Przez trzydzieści dni ten zagorzały przeciwnik McŻarcia, jak sam nazywa produkty wytwarzane przez sieci fast food i wielkie koncerny spożywcze, stołował się wyłącznie w McDonald’s po to, by udowodnić, jak fatalny wpływ ma tego typu dieta na kondycję Amerykanów i wielbicieli znanej sieci z całego świata.
Przebieg eksperymentu i związane z nim doświadczenia autora zobaczyć można we wspomnianym filmie. W książce „Życie w fast foodzie” Spurlock posuwa się znacznie dalej: podejmuje nierówną walkę z gigantami produkcji żywności oraz sieciami fast food i obnaża mechanizmy działania marketingu największych koncernów. Przeciwstawia się wszechobecnej manipulacji, stosowanej przez wytwórców, starając się wzbudzić w konsumentach świadomość, czym grozi spożywanie szeroko dostępnych i nieustannie reklamowanych przekąsek, słodyczy, napojów gazowanych czy jedzenia fast food.
Książka poparta została bogatym materiałem źródłowym. Spurlock opiera się na wynikach badań największych amerykańskich organizacji zdrowotnych, przy okazji demaskując fałszywą bezinteresowność niektórych z nich.
Był też jednym z współprowadzących program Zakład (I bet you will) na antenie stacji MTV.
Jego kolejny film POM Wonderful prezentuje: Najlepiej sprzedany film o marketingu i lokacji produktów był wyświetlany podczas 27. Warszawskiego Międzynarodowego Festiwalu Filmowego w 2011 roku.
Zmarł 23 maja 2024 w Nowym Jorku z powodu komplikacji związanych z chorobą nowotworową.